# Antonín Čech
Antonín Čech (2. února 1860 Libochovice – 26. srpna 1929 Litoměřice) byl litoměřickým světícím biskupem v letech 1923–1929.

## Život
Libochovický rodák Antonín Čech byl na kněze vysvěcen v roce 1884. Většinu svého kněžského působení strávil v Litoměřicích. V roce 1902 byl instalován za kanovníka kapituly sv. Štěpána v Litoměřicích. Stal se sekretářem litoměřického sídelního biskupa Josefa Grosse po roce 1910. Ve službě při biskupství byl oceněn titulem papežský prelát (prelát Jeho Svatosti). Od května 1920 vykonával funkci generálního vikáře litoměřické diecéze a děkana katedrální kapituly. 3. ledna 1923 byl jmenován litoměřickým světícím biskupem a titulárním biskupem cidyesským (latinsky Cidyessus – Dioecesis Cidyessensis). Vysvěcen byl 29. dubna 1923. Byl určen jako světící biskup pro česky mluvící okresy litoměřické diecéze. Jeho činnost se pak dále soustředila na podporu českého živlu v pohraničí. Získal si mezi česky mluvícím obyvatelstvem českého středohoří velkou oblibu, a aktivně se účastnil veřejného katolické života. Antonín Čech byl doposud jediným světícím (pomocným) biskupem v litoměřické diecézi. Sídelní biskup Josef Gross na sklonku 20. let 20. století uvažoval o rezignaci a odchodu do soukromí, ovšem smrt Antonína Čecha v roce 1929, tento jeho záměr překazila. Antonín Čech byl pohřben do kanovnické hrobky na litoměřickém hřbitově.